# Dead Rising 2: Off the Record
Dead Rising 2: Off the Record est un jeu vidéo de type beat them all basé sur l'univers des morts-vivants, développé par Capcom en collaboration avec Blue Castle Games, puis édité par Capcom fin 2011 sur PlayStation 3, Xbox 360 et Windows.
Il s'agit d'un scénario « What if? » différent de Dead Rising 2 se passant au même endroit (dans la ville fictive de Fortune City) mais avec cette fois Frank West, le héros du premier opus.

## Synopsis
En réalité quasiment rien ne change par rapport à Dead Rising 2, sauf bien sûr que Chuck Greene est ici remplacé par le journaliste d'investigation Frank West. Ce dernier participe au programme télévisé Terror Is Reality (TIR). Une malveillance provoque l'infection de Fortune City par les morts-vivants (identique au jeu original), et c'est dans ce contexte-là que le joueur, incarné par Frank West, doit donc découvrir qui est le responsable de ce désastre avant l'arrivée de l'armée (un temps de trois jours dans le jeu).

## Les psychopathes
Chuck Greene est le psychopathe qui porte le mannequin enfant qui est prétendu être sa fille et défend à quiconque de le toucher. Une fois vaincu, on ne sait pas quel est son destin, mort ou vif, avec les murmures du mannequin qui représente sa fille.
Evan MacIntyre est un nain clown sur des échasses. Une fois vaincu, il peut être vaincu une seconde fois s'il est à terre et sera glacé par le camion glace.
Stacey Forsythe est une psychopathe corrompue au côté de PHENOTRANS. Au début, elle se montre comme une femme bien. Proche de la fin, elle dévoile sa nature, blesse Rebecca et abat Raymond Sullivan. Ensuite, elle monte à bord de son robot géant et combat Frank qui doit l'anéantir avec des missiles en sautant sur des plates-formes, puis combat en corps à corps sur le robot. Une fois vaincue, elle est écrasée par le robot.
Amber Bailey et Crystal Bailey sont des hôtesses et sœurs jumelles. Elles tentent de tuer Frank West (comme Chuck dans Dead Rising 2). À la fin, l'une d'elles est vaincue et l'autre se suicide devant Frank.
Antoine Thomas est un cuisinier cannibale. Il sera vaincu comme dans Dead Rising 2 par Frank et sera ébouillanté dans une friteuse.
Bibi Love est une diva. Elle demande à Frank à boire, puis une tenue correcte, puis lui demande d'attirer le public zombi avec des pétards, puis d'occuper la régie. Une fois le rythme bien fait, elle se joindra à vous avec ses prisonniers pour la planque. Une fois à la planque, elle vous offrira 100 $. En cas d'échec elle deviendra une kamikaze.
Brandon Whittaker est un psychopathe qui réclame une bombe en échange d'argent avec TK. Par la suite, il est confronté à Frank et assassine une jeune femme avec un morceau de verre avant de tenter de tuer Frank. Une fois vaincu, il se tranche la gorge.
Brent Ernst est une mascotte nommée Slappy qui est fan de Frank mais aussi de ses talents de constructeur. Il est armé d'un lance-flamme. Il sera vaincu par Frank. Juste avant de mourir, il tient la main de sa petite amie : Louise
Carl Schliff est un coursier qui cherche à abattre Frank avec un fusil à pompe et des colis piégés. Il sera vaincu par Frank et se suicide avec un colis piégé.
Deetz Hartman est un sniper qui tue des gens sans raison. Il peut être tué par Frank en facultatif.
Derrick Duggan est un sniper qui tue des gens sans raison. Il peut être tué par Frank en facultatif.
Earl Flaherty est un sniper qui tue des gens sans raison. Il peut être tué par Frank en facultatif.
Johnny James est un sniper qui tue des gens sans raison. Il peut être tué par Frank en facultatif.
Looters sont des pillards. Contrairement à Dead Rising 2, ils peuvent lancer des cocktail Molotov. Frank peut les éliminer en facultatif.
Mark Bradson est un scientifique de Phenotrans qui voit Frank et cherche à l'abattre. Il sera tué par Frank.
Randall Tugman est un marié psychopathe avec une tronçonneuse. Il force une jeune femme à se marier avec lui, éventre son père et cherche à dépecer Frank. Il sera vaincu par celui-ci et dévoré par la mariée zombie.
Reed Wallbeck et Roger Withers sont des magiciens psychopathes qui ont tué la jeune femme et cherchent à attaquer Frank. Reed est armé d'un lance-roquettes et Roger est armé d'une épée de magicien. Une fois vaincu, Roger qui est mourant poignarde Reed.
Seymour Redding est un vigile qui tabasse des innocents et cherche à tuer Frank West. Une fois vaincu, il sera tué par une scie électrique.
Snowflake est le tigre de Théodore Smith. Frank lui servira de la viande et ils deviendront ami.
Théodore Smith est un dresseur de tigre qui sert à Snowflake de la viande humaine. Il sera tué par Frank West.
Thugs sont les trois sbires de TK qui cherchent à éliminier Frank. Ce dernier les tuera un par un.
TK's Bodyguard est le garde du corps de TK qui cherche à tuer Frank. Il sera tué par Frank.
TK's Helicopter Pilot est le pilote de TK et cherche à fuir avec lui. Frank utilise le câble à grappin pour le neutraliser, jette des choses sur l'hélicoptère et le tue. Dans cette dernière action, TK sera blessé.
Tyrone King est TK. Il capture Rebecca pour s'en servir d’appât. Frank tombe dans le piège dans un arène de zombis. Il les tuera un par un et tuera TK . Parfois, Frank soigne Rebecca.
Pearce Stephens le 2eme scientifique qui cherche à abattre Frank mais sera eliminer par celui-ci.

## Différences avecDead Rising 2
Rebecca Chang est tué par Raymond Sullivan dans Dead Rising 2. Dans Dead Rising 2: Off the Record, elle est blessée par Stacey Forsythe mais survit.
Stacey Forsythe est une survivante dans Dead Rising 2. Dans Dead Rising 2: Off the Record, elle est une psychopathe et est corrompue.
Chuck Greene est le protagoniste dans Dead Rising 2. Dans Dead Rising 2: Off the Record, il est un psychopathe.
Léon Bell n'existe pas dans Dead Rising 2: Off the Record.
Katey Greene est mentionné dans Dead Rising 2: Off the Record.
Frank West est le héros de Dead Rising 2: Off the Record.
Vikki Taylor peut être sauvée par Chuck dans Dead Rising 2. Elle est massacrée par Brandon Whittaker dans Dead Rising 2: Off the Record.
Raymond Sullivan est un corrompu dans Dead Rising 2. Dans Dead Rising 2: Off the Record, il est une victime de Stacey Forsythe.
Evan MacIntyre est un nain clown psychopathe inédit de Dead Rising 2: Off the Record.
Certain survivants sont inédits dans Dead Rising 2: Off the Record.
Brandon Whittaker a fait le marché avec TK pour avec la bombe dans Dead Rising 2: Off the Record. Au contraire de celui de Dead Rising 2.
Uranus Zone est un endroit inédit.
Il y a certain armes et armes combos sont inédits.

## Les survivants
Allen Ash, Allison Perkins, Anim White, Banchester, Bibi Love, Bill Montagu, Brian Scherbey, Cameron Welch, Camille Payne, Chad Elchart, Chrystal Kennedy, Cinda Smith, Cora Russel, Curtis Ellenton, Danni Bodine, Deidre Sanchez, Denyce Calloway, Doris Elchart, Earvin Gooding, Elrod Bumpkins, Eric Masters, Esther Alwin, Europa Westinghouse, Floyd Stone, Gordon Dawkins, Gretchen Peregrine, Jack Ellis, Jacob Skinner, Janus Razo, Jared Davis, Jasper Sanford, Jeanna Slick, Jessica Howe, John Boog, Jonathon Kilpatrick, Juan Lee, Kenneth Walsh, Kevin Meyers, Kirby Wilkinson, Kristin Harris, Kristopher Bookmiller, Lance Williams, LaShawndra Dawkins, Lenny Mooney, Lillian Payne, Linette Watkins, Lulu Barra, Luz Palmer, Marc Cooper, Matthew Kuss, Michael Woo, Nevada Slim, Nina Suhr, Randolph Allen, Ray Teller, Richard Kelly, Royce St. John, Simon Bostwick, Skylar Ali, Snowflake, Summer Chavez, Sven Blaaborg, Tamara Stein, Tammy Blaine, Tarquin, Terri Glass, Tomomi Miyamoto, Trixie-Lynn Horton, Wade Coopwood, Wallace Hertzog, Walter Morris, Willa Harris, Woodrow Rutherford

## Les victimes
8-Ball, Alice Paynter, Andrea Brenser, Barra, Curtis, Dale Kerpan, Dean, Drake Danton, Emanuel Tugman, Hunters' Victim, Jenny Slaten, Jeremiah Eckland, Jonesy, Julius Reinke, Justin Tetherford, Kalee Timmons, Kerri, Louise Jameson, Lucas Pontremoli, Luke, Madison Lainey, Oscar Dingman, Pat Berkson, Raymond Sullivan, Shaun Wexler, Shin, Tim Duggan, TiR Employee, Tom Ebersole, Vikki Taylor, Zombie Jock.